# En Dag blandt Militærflyvere
En Dag blandt Militærflyvere er en dansk dokumentarisk stumfilm fra 1916 med ukendt instruktør. Mange af klippene i filmen er identiske med klip i En Flyvetur over København A & B.

## Handling
Luftbilleder af København. Amager land. Flyvetur over Søerne, banegårdsterrænet mod Christiansborg, Dronning Louises Bro, Nørrebro med Assistens kirkegård øverst i billedet. Frederiksberg Have, landing på Amager. Flere flyvebilleder: Henover Christianshavns volde. Fly lander på Kløvermarken. Flyvning over Christianshavn hen imod Kløvermarkens flyveplads og landing. Flyvemaskiner ses i luften over havnen. Landing igen. Flyvemaskinen filmet fra jorden under landingen. Flere luftbilleder, mest af flyvepladsen. Amager fra luften. Landing. Københavns havn fra luften. Maskine filmet fra anden maskine.